# مشوق (بني سعد)

تعديل مصدري - تعديل

مشوق هي إحدى قرى عزلة بني قراط بمديرية بني سعد التابعة لمحافظة المحويت، بلغ تعداد سكانها 191 نسمة حسب تعداد اليمن لعام 2004.